# Goodbye June
Goodbye June ist eine US-amerikanische Rock-Band aus Nashville, Tennessee. Die Band wurde im Jahre 2005 gegründet.

## Geschichte
Im Juni 2005 verstarb der Bruder des Gitarristen Tyler Baker bei einem Verkehrsunfall. Nach der Beerdigung begann Baker zusammen mit seinen Cousins Landon Milbourn (Gesang) und Brandon Qualkenbush (Gitarre) Musik zu schreiben. Daraus wurde schließlich die Band Goodbye June, eine Reverenz an Bakers verstorbenen Bruder. Im Jahre 2009 zogen die Musiker aus dem südlichen Indiana nach Nashville, Tennessee. Drei Jahre später erschien über Cotton Valley Records das Debütalbum Nor the Wild Music Flows. Für das Lied Microscope veröffentlichte die Band ein Musikvideo, in dem Jeff Fisher, damals Trainer des American-Football-Teams der St. Louis Rams zu sehen ist.
Die Band tourte durch Nordamerika und im Herbst 2013 erstmals durch Europa, bevor Goodbye June ein Jahr später den ersten Platz bei dem Musikwettbewerb Unsigned Music Competition belegte. Kurze Zeit später wurde die Band vom Major Label Interscope Records unter Vertrag genommen und spielte 2015 auf dem Festival Louder Than Life. 2016 veröffentlichte die Band die EP Danger in the Morning, bevor im Frühjahr 2017 das zweite Studioalbum Magic Valley folgte. Goodbye June spielten auf den Festivals Rock on the Range und Carolina Rebellion. Kurze Zeit später trennte sich die Band von Interscope. 2018 folgte die zweite EP Secrets in the Sunset über Suretone Records sowie eine Europatournee im Vorprogramm von Greta Van Fleet. 
Anfang 2019 unterzeichnete die Band einen neuen Vertrag bei Earache Records, bevor die Band im Sommer 2019 auf dem Download-Festival sowie im Vorprogramm von ZZ Top durch Europa tourte. Am 25. Oktober 2019 wurde das dritte Studioalbum Community Inn veröffentlicht, bevor am 18. Februar 2022 das vierte Album See Where the Night Goes folgte. Mit diesem Album erreichten Goodbye June erstmals die Musikcharts und erreichten Platz 20 der deutschen und Platz 33 der britischen Albumcharts. 

## Stil
Sänger Landon Milbourne nennt Bands wie Rival Sons, The Black Keys, ZZ Top, Pink Floyd, aber auch Gospel-Musik als Haupteinflüsse der Band. Eine weitere wichtige Inspirationsquelle ist das Album Will O the Wisp von Leon Russell. Ungewöhnlich ist, dass die Band weder über einen festen Bassisten noch einen Schlagzeuger verfügt. Laut Landon Milbourne spielen er sowie Brandon Qualkenbush Bass, Schlagzeug und Keyboard. Wegen der familiären Verbindung der drei Musiker wollen Goodbye June ein Trio bleiben. Bei Konzerten greift die Band auf befreundete Musiker zurück. Jacob Thomas Jr. spielt Bass. Das Schlagzeug wird im Studio von Nathan Sexton und live von Kevin Smith gespielt. Mit ihren Texten wollen Goodbye June „etwas Positives in die Welt setzen, in der es nur noch um Hass und Ablehnung geht“.
Laut Frank Thießies vom deutschen Magazin Metal Hammer könne sich die Band ähnlich wie Greta Van Fleet nicht von den omnipräsenten Einflüssen von Led Zeppelin freisprechen, jedoch wären Goodbye June musikalisch breiter aufgestellt. Thießies zog ferner Vergleiche zu Bands wie Blind Melon und Keane, während Milbournes Gesang an Robert Plant (Led Zeppelin) und Shannon Hoon (Blind Melon) erinnere. Jörg Staude vom deutschen Magazin Rock Hard beschrieb Goodbye June als bluesgetränkten Hard Rock, der von der „eindrucksvollen Stimme“ von Landon Milbourne lebt, die wie eine Mischung aus Brian Johnson (AC/DC), Robert Plant und Steven Tyler (Aerosmith) klingt.

## Diskografie
| Jahr | Titel Musiklabel                               | Höchstplatzierung, Gesamtwochen, AuszeichnungChartplatzierungen (Jahr, Titel, Musiklabel, Platzierungen, Wochen, Auszeichnungen, Anmerkungen) | Höchstplatzierung, Gesamtwochen, AuszeichnungChartplatzierungen (Jahr, Titel, Musiklabel, Platzierungen, Wochen, Auszeichnungen, Anmerkungen) | Anmerkungen                            |
| Jahr | Titel Musiklabel                               | DE | UK | Anmerkungen                            |
| ---- | ---------------------------------------------- | --- | --- | -------------------------------------- |
| 2013 | Nor the Wild Music Flows Cotton Valley Records | — | — | Erstveröffentlichung: 2013             |
| 2017 | Magic Valley Interscope Records                | — | — | Erstveröffentlichung: 5. Mai 2017      |
| 2019 | Community Inn Earache Records                  | — | — | Erstveröffentlichung: 25. Oktober 2019 |
| 2022 | See Where the Night Goes Earache Records       | DE20 (1 Wo.)DE | UK33 (1 Wo.)UK | Erstveröffentlichung: 18. Februar 2022 |
| 2024 | Deep in the Trouble Symphonic Distribution     | — | — | Erstveröffentlichung: 28. Juni 2024    |

EP
- 2016: Danger in the Morning
- 2018: Secrets in the Sunset

Musikvideos
- 2016: Oh No
- 2016: Darlin
- 2016: Danger in the Morning
- 2016: Man of the Moment
- 2017: Daisy
- 2017: Good Side
- 2019: Anywhere the Wind Blows
- 2021: Step Aside
- 2021: See Where the Night Goes
- 2022: Three Chords